# Vous souvenez-vous de Paco ?
Vous souvenez-vous de Paco ? est un roman policier français de Charles Exbrayat publié en 1958.

## Résumé

### Mise en place de l'intrigue
À la fin des années 1950, l'inspecteur Miguel Lluji s'oppose à Ignacio Villar, le caïd intouchable du quartier malfamé de Barrio Chino à Barcelone. Assassin sans scrupules, Villar n'a pas hésité à éventrer le père de Miguel au cours d'une rafle policière. Bien décidé à faire tomber le malfrat, l'inspecteur compte pour arriver à ses fins sur Paco Voltz, un jeune délinquant des milieux de la pègre qu'il a « pris sous sa protection et qui est devenu son indicateur ».

### Enquête et aventures
Paco a pour mission de découvrir des preuves qui pourraient incriminer le puissant Villar, mais il disparaît, puis est retrouvé, égorgé. Miguel Lluji, qui veut le venger, est désormais prêt à tout pour qu'on se souvienne de Paco.

## Particularités du roman
Un des tout premiers romans de Charles Exbrayat qui n'appartient pas à la veine humoristique de l'auteur et qui « figure parmi les titres les plus connus de l'écrivain ». Selon Jacques Baudou, Vous souvenez-vous de Paco ? et Olé ! Torero !, paru en 1963, ne sont ni des « romans de détection, ni des romans noirs, mais bien plutôt des ouvrages de suspense remarquablement construits qui se terminent sur un dernier chapitre à chute ».

## Prix et récompenses
- Prix du roman d'aventures 1958

## Éditions
- Librairie des Champs-Élysées, coll. « Le Masque » no 616, 1958 ;
- LGF, coll. « Le Livre de poche » no 4766, 1976 ;
- Librairie des Champs-Élysées, coll. « Le Club des Masques » no 5, 1983 ;
- Librairie des Champs-Élysées, coll. « Intégrales du Masque - Exbrayat » no 3, 1993 ;
- Éditions de Masque, coll. « Masque poche » no 18, 2013.

## Adaptation
- 1963 : Chasse à la Mafia (Rififi en la ciudad), film franco-espagnol réalisé par Jesús Franco, d'après le roman Vous souvenez-vous de Paco ?, avec Fernando Fernán Gómez (Miguel) et Jean Servais. Le film transpose l'action dans un pays imaginaire d'Amérique centrale

## Sources
- Claude Mesplède (dir.), Dictionnaire des littératures policières, vol. 1 : A - I, Nantes, Joseph K, coll. « Temps noir », 2007, 1054 p. (ISBN 978-2-910-68644-4, OCLC 315873251), p. 690-693.
- Jean Tulard, Dictionnaire du roman policier : 1841-2005. Auteurs, personnages, œuvres, thèmes, collections, éditeurs, Paris, Fayard, 2005, 768 p. (ISBN 978-2-915793-51-2, OCLC 62533410), p. 742.